# Fleury (Pas-de-Calais)
Fleury ist eine französische Gemeinde mit 106 Einwohnern (Stand 1. Januar 2022) im Département Pas-de-Calais in der Region Hauts-de-France. Sie gehört zum Arrondissement Arras, zum Kanton Saint-Pol-sur-Ternoise und zum Gemeindeverband Ternois.

## Lage
Die Gemeinde Fleury liegt im Artois, 26 Kilometer westsüdwestlich von Béthune. Nachbargemeinden von Fleury sind Anvin im Norden, Monchy-Cayeux im Nordosten, Hernicourt im Osten, Wavrans-sur-Ternoise im Südosten, Pierremont im Süden, Bermicourt im Südwesten sowie Teneur und Érin im Nordwesten.

## Bevölkerungsentwicklung
| Jahr                       | 1962 | 1968 | 1975 | 1982 | 1990 | 1999 | 2006 | 2014 | 2022 |
| -------------------------- | ---- | ---- | ---- | ---- | ---- | ---- | ---- | ---- | ---- |
| Einwohner                  | 162  | 156  | 113  | 127  | 101  | 90   | 85   | 124  | 106  |
| Quellen: Cassini und INSEE |      |      |      |      |      |      |      |      |      |

## Sehenswürdigkeiten

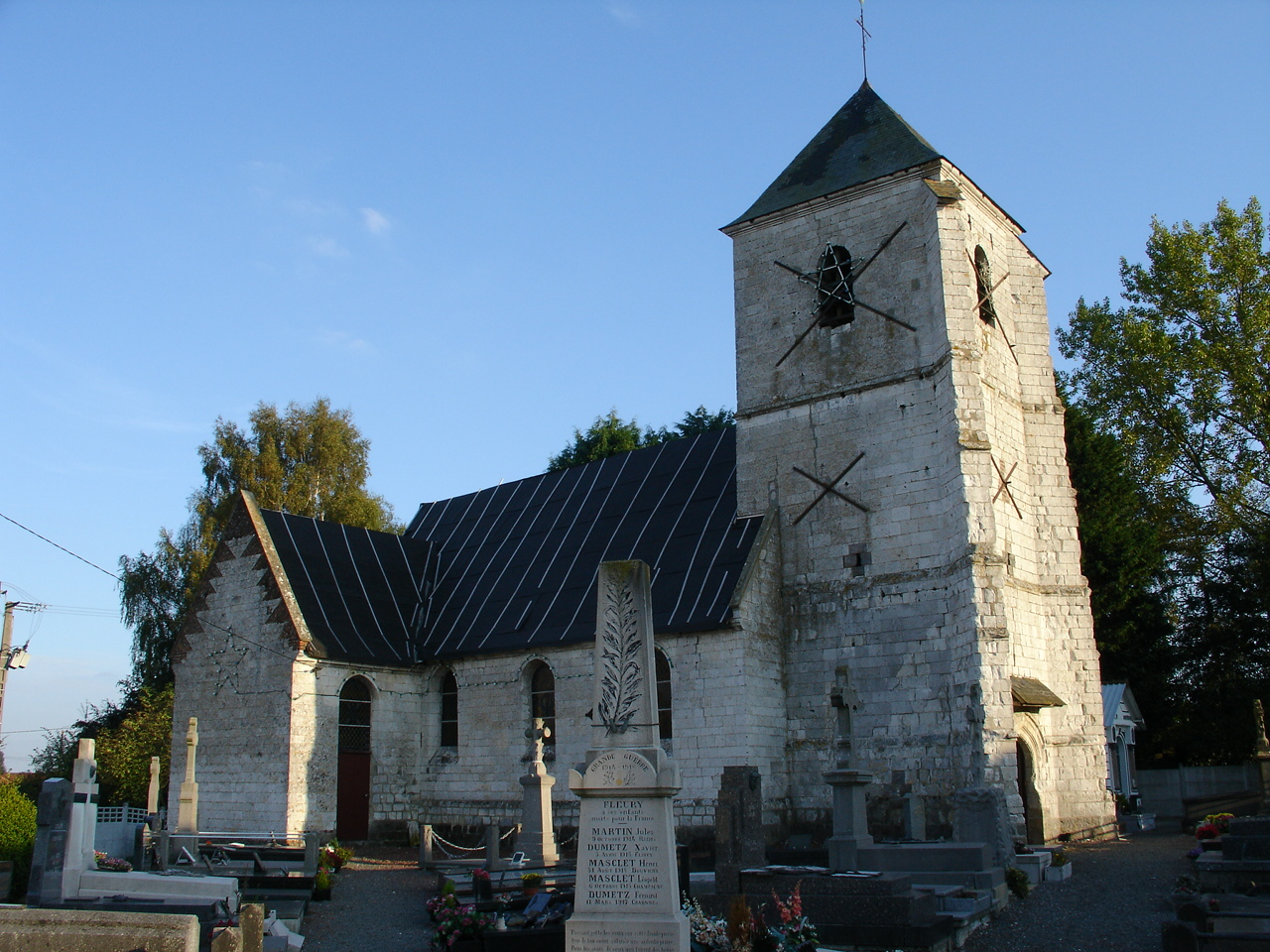
Kirche Notre-Dame
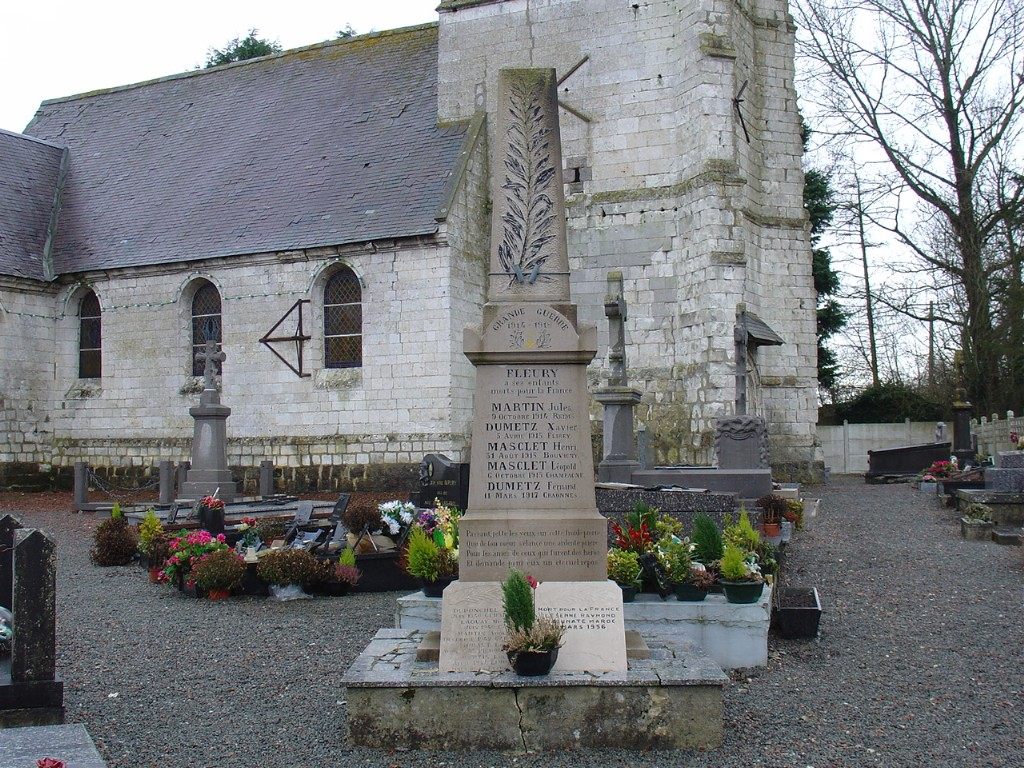
Gefallenendenkmal

- Kirche Notre-Dame
- Gefallenendenkmal